# Hemerobius centralis
Hemerobius centralis is een insect uit de familie van de bruine gaasvliegen (Hemerobiidae), die tot de orde netvleugeligen (Neuroptera) behoort. 
Hemerobius centralis is voor het eerst wetenschappelijk beschreven door Navás in 1913.